# Plano da Noria

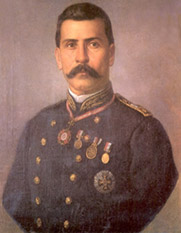
Porfirio Díaz em 1867.

O Plano da Noria ou a Revolução da Noria foi um chamado revolucionário às armas destinado a derrubar o presidente mexicano Benito Juárez, que havia sido eleito para um quarto mandato, O general liberal Porfirio Díaz o emitiu em 8 de novembro de 1871, imediatamente após sua derrota para Juárez na eleição presidencial, Nem Juárez, Díaz, nem o terceiro candidato, Sebastián Lerdo de Tejada obtiveram a maioria dos votos, Como resultado o congresso mexicano teve que escolher o vencedor; foi dominado por juáristas e elegeu Juárez para seu quarto mandato.
Díaz elaborou o Plano da Noria exigindo liberdade eleitoral e não reeleição. Ganhou alguns apoiadores do exército e inimigos de Juárez, que apoiaram Díaz por suas próprias razões. Ele foi temporariamente derrotado pelas forças do governo em Oaxaca, onde seu irmão Félix foi morto.
Depois que o presidente Juárez morreu de ataque cardíaco em julho de 1872, seu sucessor o juiz Sebastián Lerdo, assumiu a presidência e perdoou os rebeldes em um esforço para estabilizar o país.  Lerdo concorreu à reeleição em 1876. Díaz declarou outra revolta sob o Plano de Tuxtepec e derrubou o governo de Tejada.
1. ↑  Perry, Laurens Ballard. Juárez and Díaz: Machine Politics in Mexico. DeKalb: Northern Illinois University Press 1978, p. 168.
2. ↑  Ruiz, Ramon Eduardo, Triumphs and Tragedy: A History of the Mexican People (W.W. Norton & Co, 1992) 267
3. ↑  Coever, Don M. "Plan of la Noria," in Encyclopedia of Latin American History and Culture, vol. 4, p. 421
4. ↑  Cosío Villegas, Daniel. Porfirio Díaz en la revuelta de la Noria. Mexico City: Editorial Hermes 1953